# Beirut
Beirut (arapski: بيروت, Bayrūt) je glavni, najveći grad i najveća luka Libanona. Pored službenoga naziva Beiroût (Beirut ili Bejrut), poznat je i kao Beyrouth, na francuskomu jeziku. Grad ima 1,8 milijuna stanovnika u samomu gradu, a s prigradskim naseljima ima 2,1 milijuna stanovnika.
Beirut je trgovački centar regije i smatra se Parizom Bliskoga Istoka zbog svoje kozmopolitske atmosfere, osobito prije početka Libanonskoga građanskog rata. Posljednjih godina Beirut je značajno obnovljen i 2009. godine je priredio Frankofonske igre.
Ured Ujedinjenih Naroda za Ekonomska i socijalna pitanja za područje Zapadne Azije smješten je u Beirutu. Međunarodna organizacija rada (ILO), kao i regionalni ured za arapske države Ujedinjenih Naroda za obrazovanje, znanost i kulturu (UNESCO) je također smješten u Beirutu. Arapska Organizacija zrakoplovnih prijevoznika ima sjedište u Beirutu.

## Religija
Beirut je jedan od najraznolikijih gradova Bliskoga Istoka u pogledu religije i kulture. U Beirutu se mogu naći kršćani (maroniti, pravoslavci, armenski pravoslavci, armenski katolici, rimokatolici, protestanti), muslimani (suniti i šijiti) i druzi. Veliki broj Židova je emigrirao u SAD prije i tijekom Libanonskoga građanskog rata koji je počeo 1975. godine i trajao do ranih 90−tih.
Beirut je bio potpuno razoren za vrijeme građanskoga rata i podijeljen na muslimanski, zapadni dio i kršćanski, istočni dio. Danas je grad ponovo ujedinjen i izgrađen i u pogledu suvremene arhitekture te općenito načina života. Predstavlja ravnotežu kršćanstva i islama.

## Obrazovanje
U današnjem Beirutu se nalazi 21 ustanova visokoga obrazovanja, uključujući i Sveučilište Balamanda, Američko sveučilište Beiruta, Libanonsko−američko sveučilište (inače prvo sveučilište na Bliskomu Istoku u kojem su žene mogle studirati), Sveučilište Svetoga Josipa (Université de Saint-Joseph), Globalno sveučilište, Hajgazian sveučilište, Libanonsko sveučilište, Američko sveučilište znanosti i tehnologije, Sveučilište Bliskoga Istoka, Arapsko sveučilište i Kanadska akademija tehnologije na Bliskomu Istoku.

## Zemljopis
Beirut se oslanja na lanac planina koje se zajedničkim imenom nazivaju Libanonsko gorje i nalaze se na obali koja gleda na Sredozemlje. Beirut se nalazi na 33°54′″N, 35°31′″E (33.90, 35.5333). Veći i poznatiji gradovi sjeverno od Beiruta su Biblos i Tripoli, a južno Sidon i Tajer.

## Promet
Zračna luka, koja se nalazi u južnome dijelu grada, je nekada bila poznata kao Beirutska međunarodna zračna luka, ali je 2005. godine promijenila naziv u Rafik Hariri ― Međunarodna zračna luka, na sjećanje na ubijenoga bivšega predsjednika vlade. Kopneno, grad je povezan autobusnim linijama sa svim većim gradovima u Libanonu, kao i većim gradovima u obližnjoj Siriji. Autobusi koji putuju k sjeveru zemlje i Siriju polaze s autobusne postaje Harles Helou, blizu gradske luke, dok oni za sjeverni dio zemlje i dolinu Bekaa polaze s Cola stanice u centru grada.
Međunarodni prijevoz je omogućen brojnim autobusnim kao i taksi linijama, koji imaju određene rute, ali se također mogu iznajmiti i privatni autobusi. Kao i u svim velikim gradovima, u ranim jutarnjim i popodnevnim satima gužva u prijevozu je velika.
U Beirutu postoje dva prijevozna poduzeća, jedna državnog vlasništva Office des Chemins de Fer et des Transports en Commun (OCFTC) i druga je privatnoga vlasništva Kompanija Libanonskoga Društva (LCC).
U posljednje vrijeme govori se i o ponovnom oživljavanju željeznice kojom bi ponovno proradila relacija Beirut-Damask (glavni grad Sirije).
Grad također ime najveću luku na istočnom Mediteranu. Namjera je da luka postane glavna poveznica za dalja putovanja usmerena ka Siriji, Jordanu, Iraku i zemljama Zaljeva.

## Turizam
Prije početka građanskog rata, Beirut je bio popularan među stranim turistima i poznati kao Pariz Bliskog Istoka, s velikim brojem lanaca stranih hotela i veoma živahnim noćnim provodom. Nakon završetka rata, grad je u velikoj mjeri izgrađen i jedan od ciljeva gradske vlade je da Beirut napravi ponovo poželjenim stranim turistima. Dok su unutrašnji gradovi i mjesta prilično konzervativna, zapadnjački način odjevanja je uobičajen u Beirutu, osim u crkvama i džamijama.
Za one koji su željni avanture i povijesti, blizu grada postoji veliki broj arheoloških iskopina, Balbek i Biblos, za koje se smatra da su najstarija naseljena mjesta u pogledu kontinuiteta na svijetu. Tokom zimskih mjeseci skijanje je jedan od glavnih sportova na Planini Libanon, na kojoj se nalazi prestižan rekreacijski centar Faraya Mzaar Kfardebian.

## Povijest
Najstarije spominjanje Beiruta datira iz sredine 2. stoljeća pr. Kr. Grad je već za vrijeme Feničana važan centar, a kao polis (grad-država) Beirut se javlja pod antičkim imenom Be'erot (hrv. Berut, "Izvor").
Rimska vladavina je otpočela 64. pr. Kr. Grad je u ovo vrijeme imao status kolonije i zvao se Berytus, a bio je zanimljiv po tome, što je davao velike pravnike tog vremena. Ovdje su primjerice rođeni Aemilius Papinianus i Domitius Ulpianus. 
Godine 551. veliki potres je potpuno srušio nekad blještavi grad na obali Sredzemnog mora, a veliki valovi i razorna snaga mora dovršili su ostalo.  
U svom pohodu obalom istočnog Sredozemlja porušeni Beirut 635. godine zauzimaju Arapi, koji ga drže do današnjih dana. Oni su mu dali ime Bayrut (hrv. Beirut), koje i danas nosi. Grad je ponovo obnovljen, a s prvim tragovima civilizacije na ulice se vratila i trgovina.  Između 1110. i 1291. grad su držali Križari. Nakon što su grad oslobodili Arapi uglavnom ga drže Druzi, čak i kad Beirut od 1516. pripada Osmanskom carstvu. Godine 1888. Beirut postaje sirijski vilajet, koji se sastojao od sandžaka Latakija, Tripolis, Beirut, Akkon i Bekaja.  
Nakon raspada Osmanskoga Carstva poslije Prvoga svjetskog rata Beirut je potpao, kao mandat Društva naroda, Francuskoj Republici. Pošto je Libanon poslije Drugog svjetskog rata uspio izboriti svoju nezavisnost, Beirut je postao glavni grad zemlje. Veoma liberalna politika slobodne trgovine prvih desetljeća nakon Drugoga svjetskog rata bila je vrlo atraktivna za strane investitore i banke, koji su u kratko vrijeme od Beiruta stvorili veliko novčarsko središte u tom dijelu svijeta. Istodobno, s ekonomskim životom cvjetao je i kulturni život, praćen brojnim kazalištima, kabareima, kockarnicama i noćnim životom, tako da je Beirut dobio ime "Pariz Orijenta". 
Za vrijeme Libanonskoga rata (1975. – 1990.) grad je bio podijeljen na dva dijela i sastojao se od muslimanskog zapadnog i kršćanskog istočnog dijela. U srpnju 1982. Izrael je brutalnom akcijom upao u grad, bombardirajući nemilice zapadni, muslimanski dio grada preko deset tjedana, nakon čega u Beirutu nije bilo niti jedne cijele zgrade. U listopadu 1990. službeno je završen građanski rat, čime službeno počinje naporno vrijeme obnove, praćeno političkim i nacionalnim prijeporima.
Dana 4. kolovoza 2020. godine grad su zahvatile velike eksplozije koje su usmrtile preko 135 osoba.

## Poznate osobe
- Bachir Gemayel, libanonski predsjednik
- Nicolas Hayek, poduzetnik (Swatch), fizičar i matematičar
- Elias Khoury, libanonski književnik
- Gazebo, talijanski glazbenik
- Sayyid Hassan Nasrallah, vođa Oslobodilačkog pokreta "Hisbollah"
- Keanu Reeves, kanadski glumac
- Suleman Taufiq, sirijski književnik
- Gabriel Yared, libanonski skladatelj

## Zanimljivosti
U Beirutu je postojala mala naseobina (kolonija) Dubrovačke Republike.

## Šport
Nogometni klub: Al-Ansar Club

## Slikovna galerija
- Beirut
- Libanonski parlament

## Vanjske poveznice
- Zemljovid grada Beiruta (1964 - 1968)
- Fabian Würtz: Zerstörung und Wiederaufbau von Beirut (Razaranje i obnova Beiruta). Maturalni rad na njemačkomu jeziku  Arhivirana inačica izvorne stranice od 27. srpnja 2004. (Wayback Machine)
- facing-reality beirut : lebanese daily life stories. Dokumentacija o aktualnoj situaciji u Libanonu